# پشتمسار
پشتمسار، روستایی از توابع بخش میرزا کوچک جنگلی شهرستان صومعه‌سرا در استان گیلان ایران است.

## جمعیت
این روستا در دهستان مرکیه قرار دارد و براساس سرشماری مرکز آمار ایران در سال ۱۳۸۵، جمعیت آن ۱٬۴۳۸ نفر (۳۸۰خانوار) بوده‌است.